# Gebiss

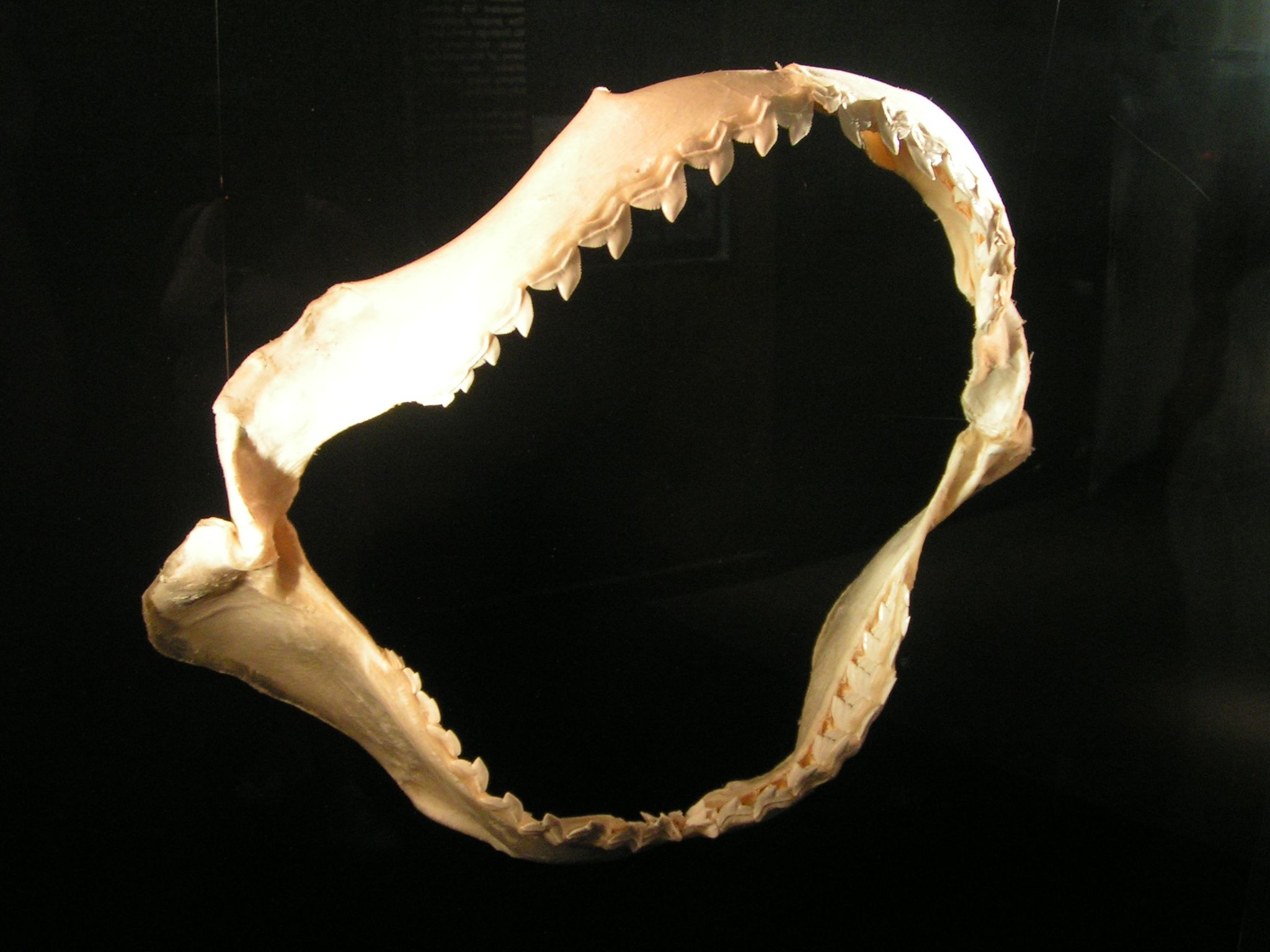
Gebiss eines Tigerhais

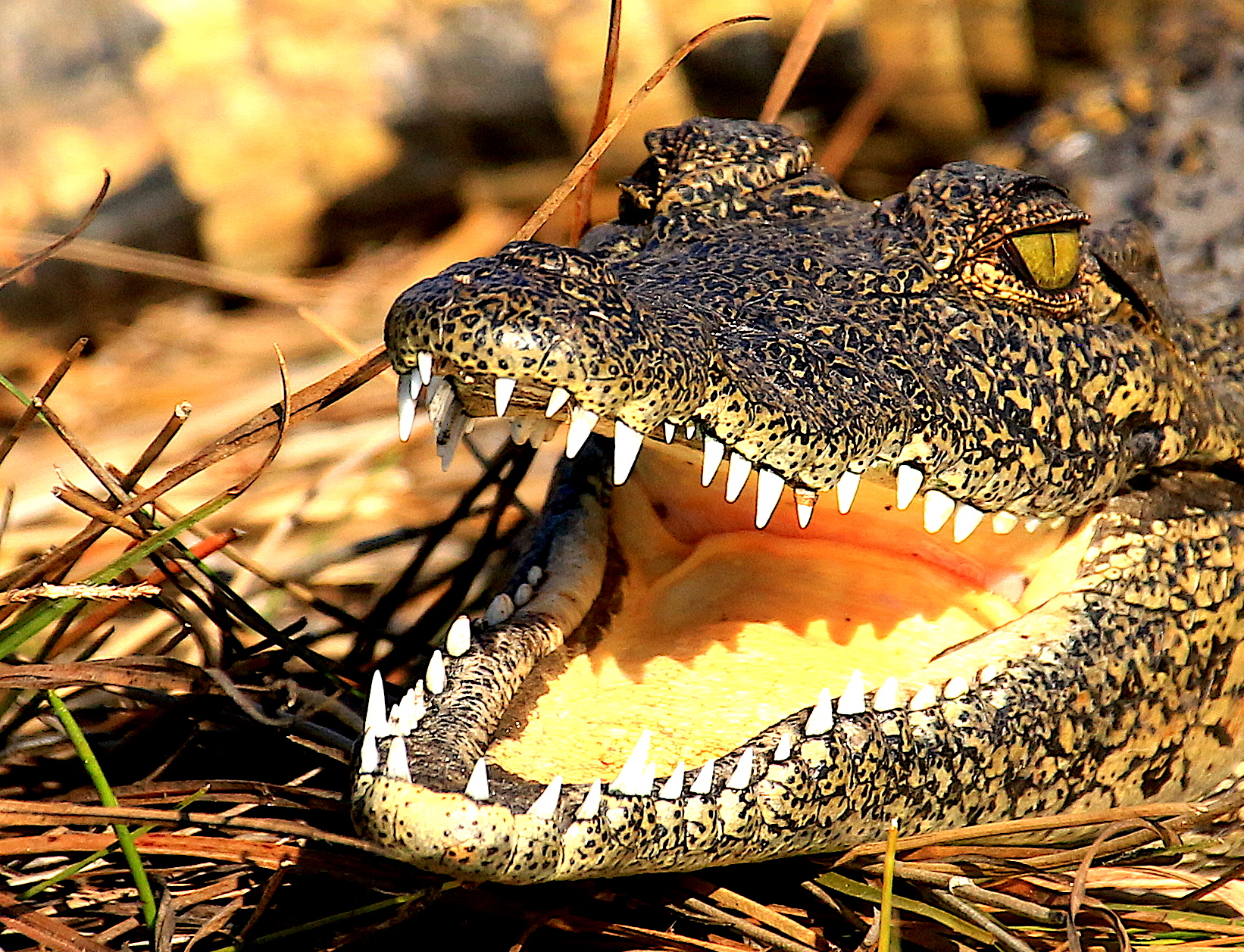
Gebiss eines Krokodils im Okavangodelta

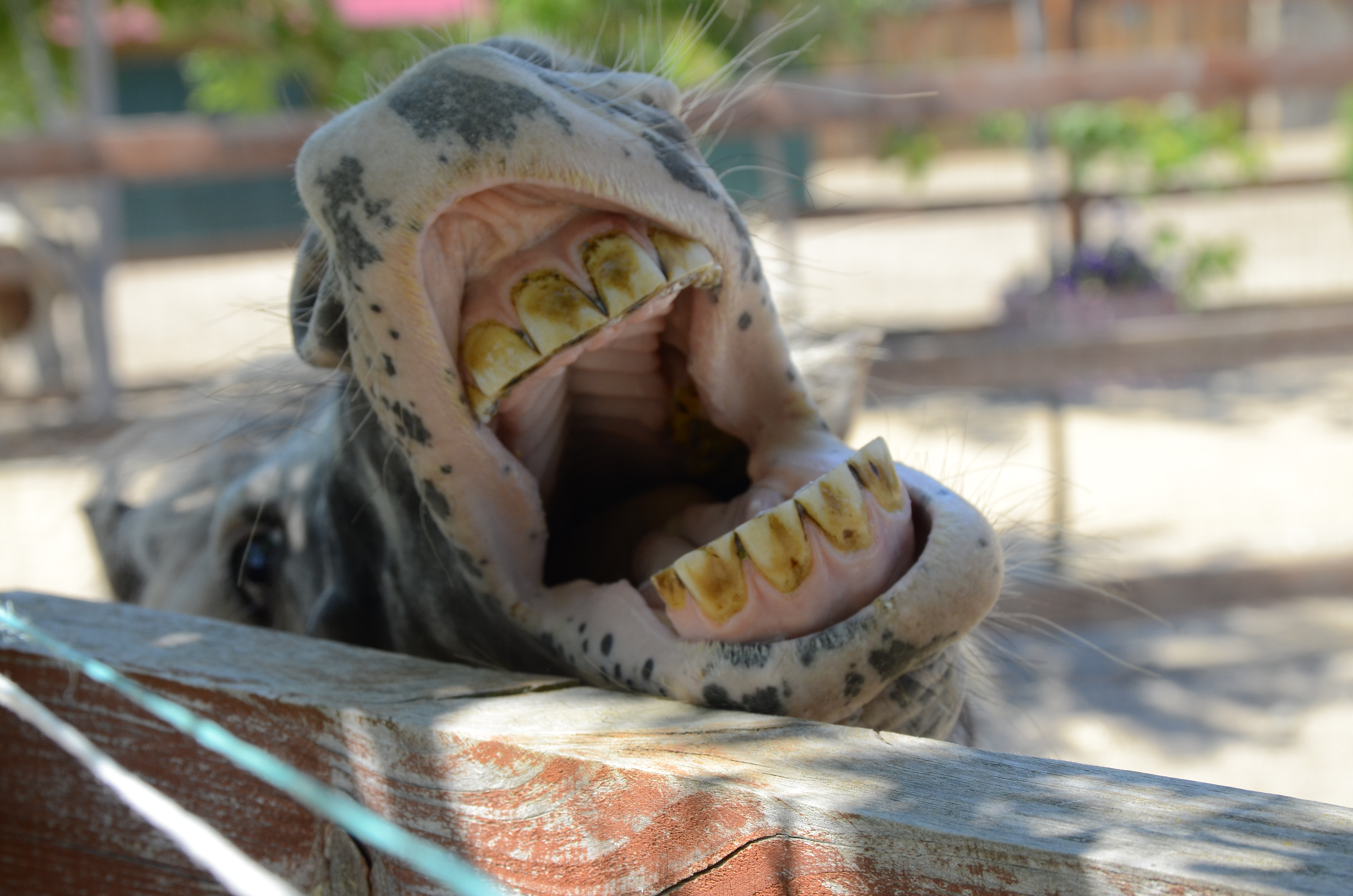
Gebiss eines Pflanzenfressers, Pferd

Als Gebiss bezeichnet man die Gesamtheit der Zähne eines Wirbeltieres. Hier beginnt die Kette der Verdauung:  Spezialisierte Zähne im Ober- und im Unterkiefer (Schneide-, Eck- und  Backenzähne) zerdrücken, zerreißen und zerkleinern die Nahrung. Mittels Zahnschemata werden sowohl in der Zahnmedizin als auch in der Tiermedizin Zähne in ihrer Position im Kiefer und im Zahnbogen eindeutig benannt.

## Die Zähne des Säugetiergebisses

### Die Grundform
Das vollständige Säugetiergebiss besteht in der Grundform aus 44 Zähnen. Je Quadrant (auch Kieferviertel oder Kieferast genannt) sind es elf Zähne:
- drei Front- oder Schneidezähne (Incisivi, Dentes incisivi)
- ein Eckzahn (Caninus, Dens caninus)
- vier vordere Mahl- oder Backenzähne (Prämolaren, Dentes praemolares)
- drei hintere Mahl- oder Backenzähne (Molaren, Dentes molares)

### Variationen der Grundform
Die Gebissausbildung der Säugetiere variiert abhängig von ihrem Nahrungstyp. Pflanzenfresser (z. B. Pferde), Allesfresser (z. B. Schweine) und Fleischfresser (z. B. Hunde und Katzen) haben jeweils typische Gebisse. Innerhalb der Nahrungstypen treten allerdings Varianten auf.
Das vollständige Säugetiergebiss mit 44 Zähnen ist noch bei den Schweinen vorhanden, die zu den Allesfressern gehören. Die meisten Arten haben weniger Zähne (siehe Beispiele bei Zahnformel). Ameisenbären und die Faultiere haben nur 20 Zähne (siehe Zahnarme). Ameisenigel bilden überhaupt keine Zähne aus. Sogar innerhalb einer Art kann die Zahl der Zähne variieren, zum Beispiel bei den Pferden (36–44 Zähne).

### Die Zähne des Menschen
Das bleibende Gebiss des Menschen weist acht Schneidezähne, vier Eckzähne, acht Prämolaren und zwölf Molaren auf, insgesamt also 32 Zähne. Es ist ein sogenanntes Allesfressergebiss. Das Milchgebiss besteht aus 20 Milchzähnen.